# Праздники, отмечаемые дни и памятные даты в Латвии

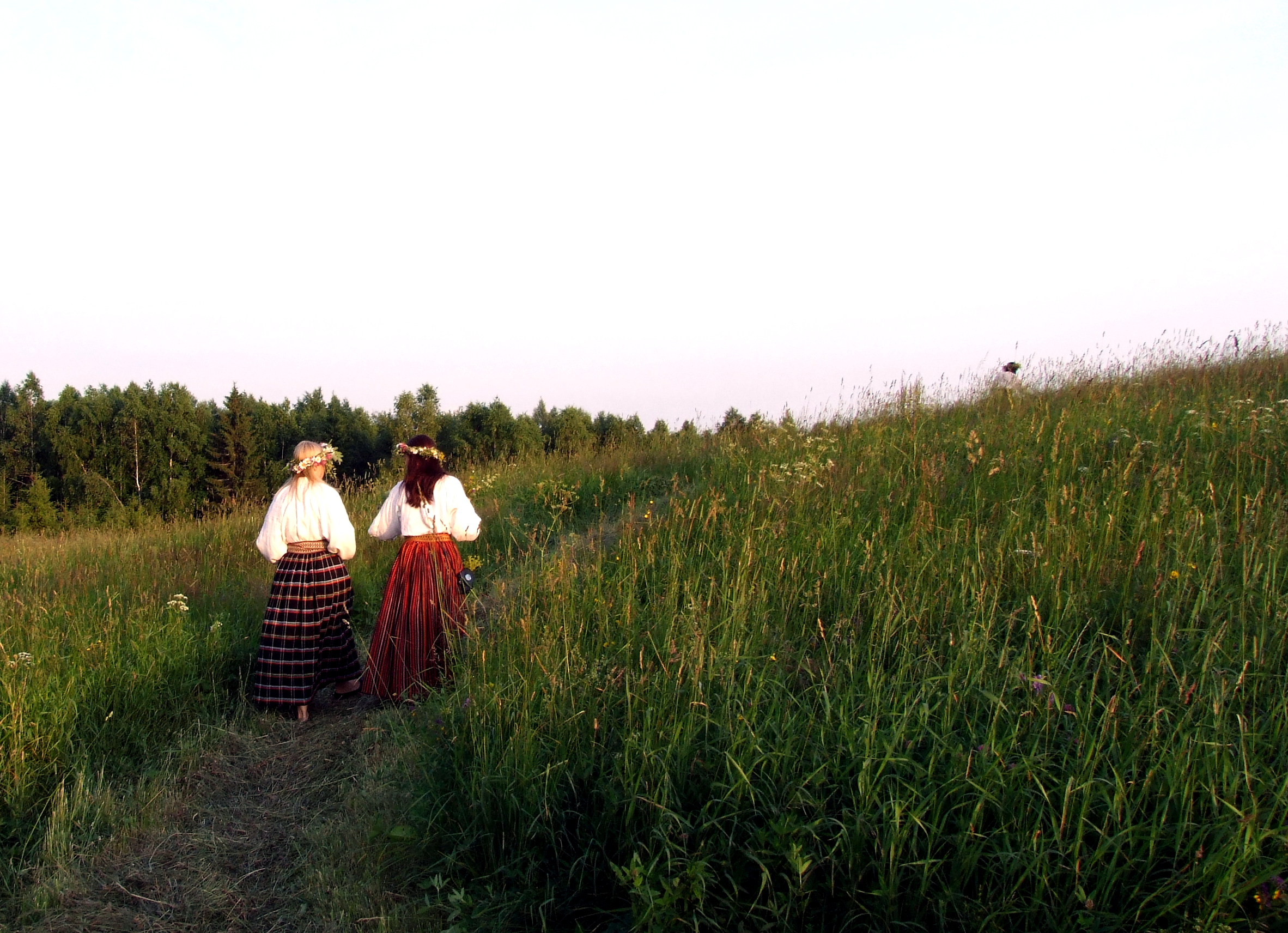
Накануне Лиго

Праздничные и памятные дни Латвии официально установлены Верховным советом страны в законе от 1990 года «О праздниках и памятных датах» (латыш. Par svētku, atceres un atzīmējamām dienām) с рядом правок и дополнений в последующие года.

## Праздники

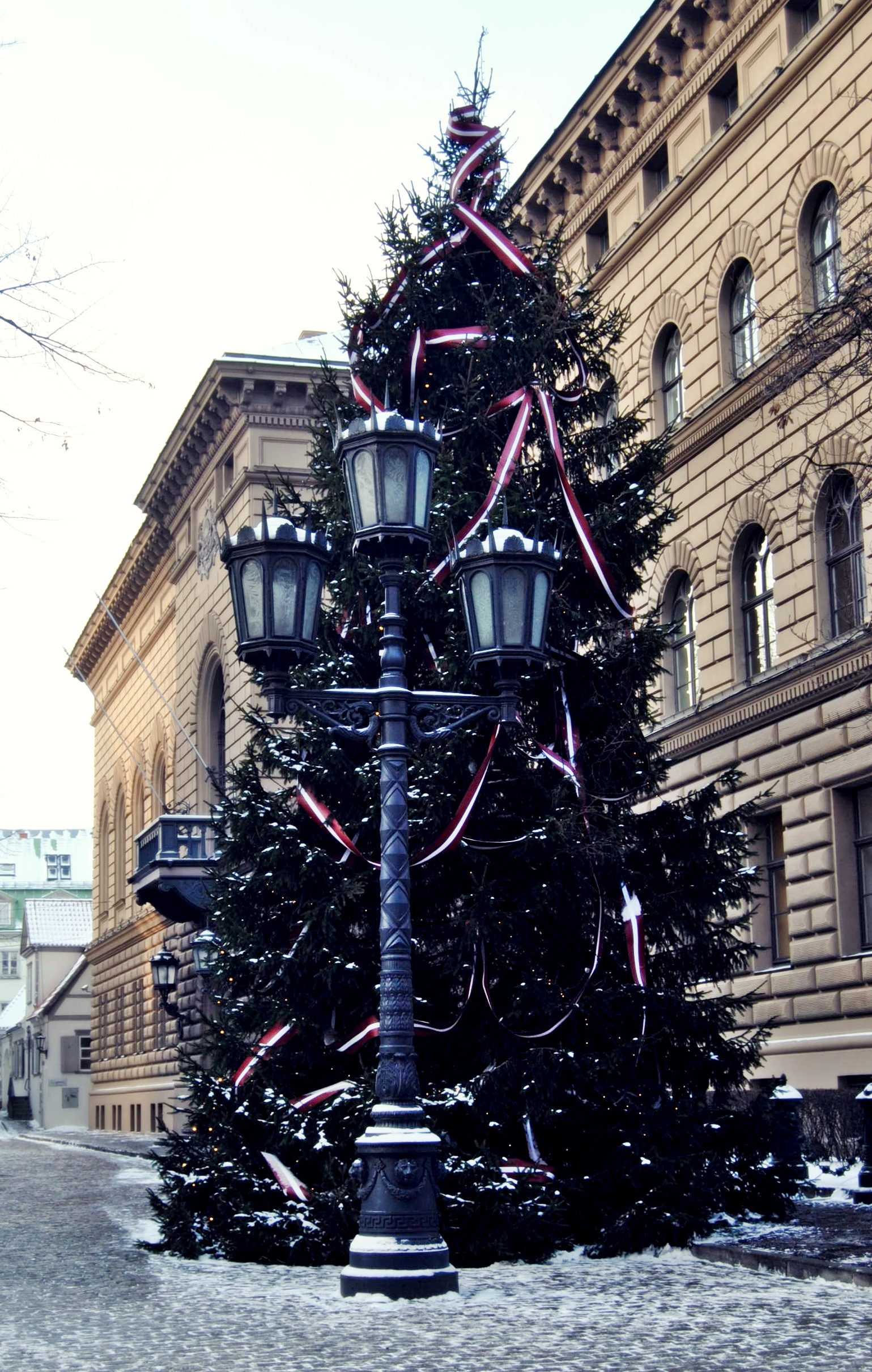
Новогодняя ёлка, украшенная лентами в цветах латвийского флага

16 дат официально объявлены праздничными, государственные и муниципальные учреждения в эти дни не работают, общественный транспорт переходит на особый график работы. В случае, если 4 мая или 18 ноября попадают на субботу или воскресенье, следующий за ними понедельник объявляется нерабочим.
- 1 января — Новый год (латыш. Jaungada diena).
- Великая (Страстная) пятница (латыш. Lielā piektdiena); первый и второй день Пасхи (латыш. Pirmā Lieldienas un otrās Lieldienas dienas).
- 1 мая — Праздник труда (латыш. Darba svētki), День созыва Учредительного собрания Латвии (латыш. Latvijas Republikas Satversmes sapulces sasaukšanas diena).
- 4 мая — День восстановления независимости Латвийской Республики (латыш. Latvijas Republikas neatkarības atjaunošanas diena).
- Второе воскресенье мая — День матери (латыш. Mātes diena).
- День Святой Троицы (латыш. Vasarsvētki).
- 23—24 июня — Лиго (латыш. Līgo diena) и Янов день (латыш. Jāņi) — день летнего солнцестояния. Широкое празднование Лиго не прекращалось и во время СССР[3].
- Заключительный день Праздника песни и танца (латыш. Vispārējo latviešu Dziesmu un deju svētku Noslēguma diena).
- 18 ноября — День провозглашения Латвийской Республики (латыш. Latvijas Republikas Proklamēšanas diena).
- 24—26 декабря — Рождество (латыш. Ziemassvētki).
- 31 декабря — проводы Старого года (латыш. Vecgada diena).

Указано, что православные христиане, старообрядцы и христиане иных конфессий отмечают Пасху, Троицу и Рождество в установленные их конфессией дни.

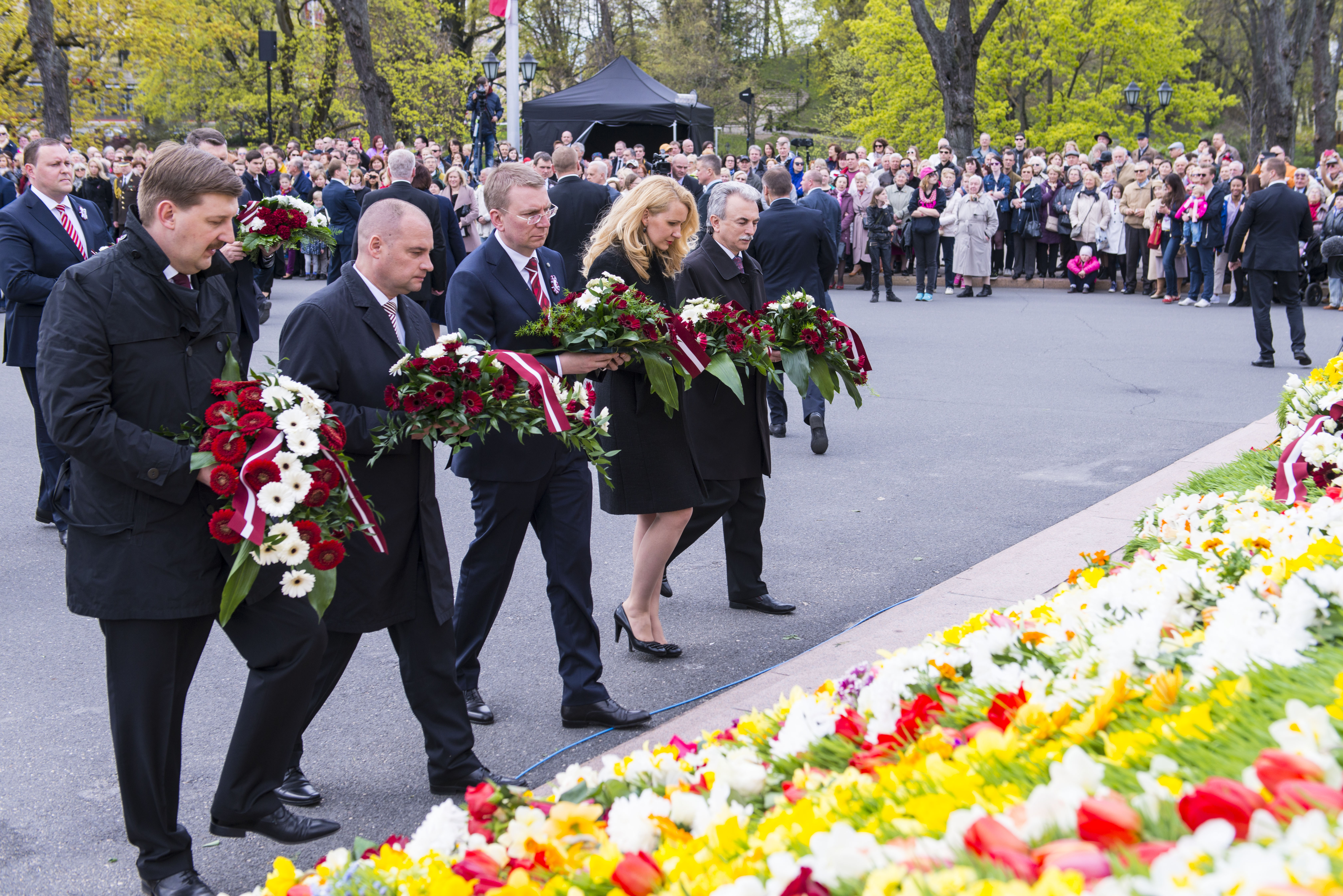
Возложение цветов к Памятнику Свободы 4 мая, 2015
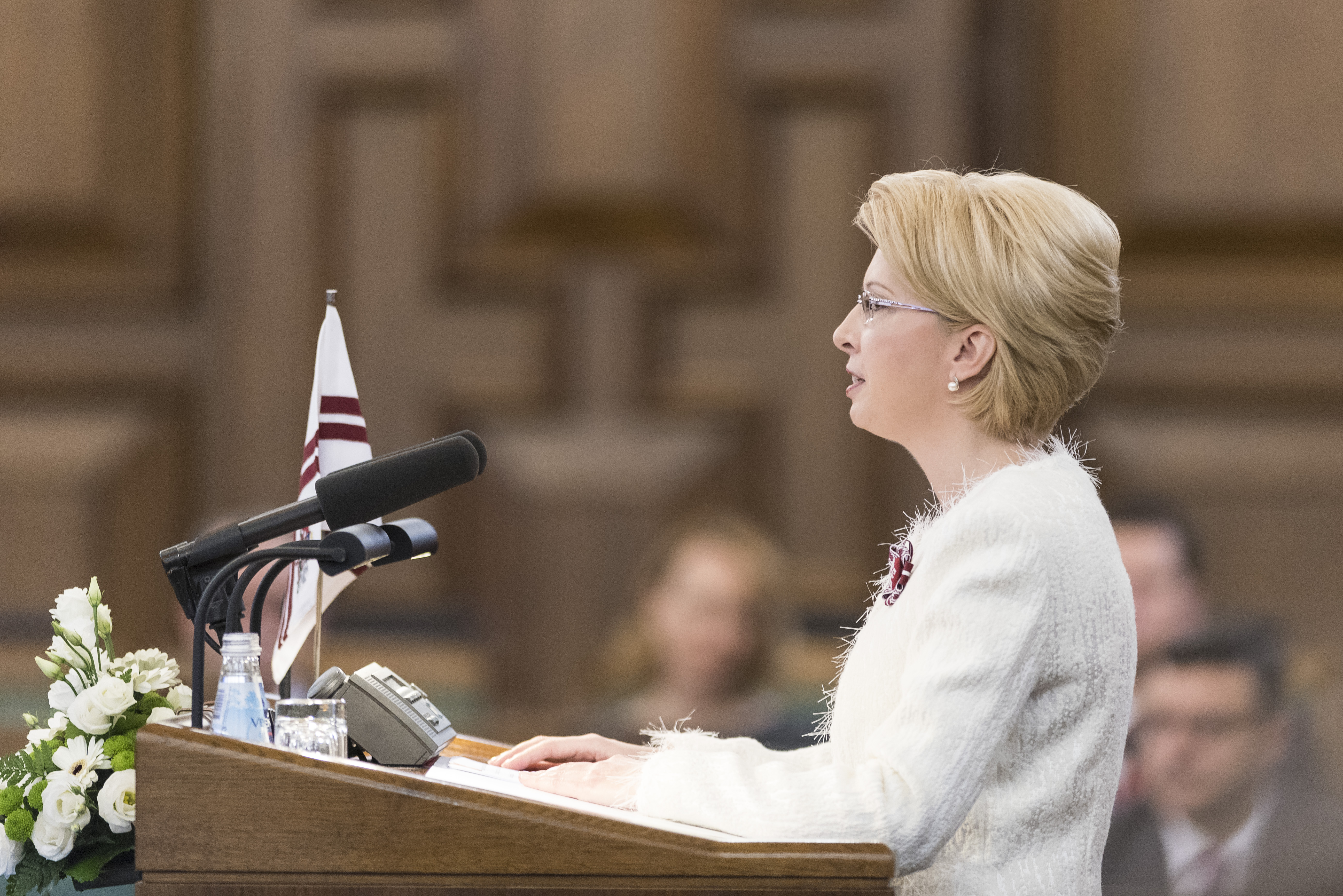
Заседание Сейма, посвящённое годовщине независимости, 2015

## Памятные и отмечаемые дни
26 дней имеют статус памятных и отмечаемых.
- 20 января — День памяти защитников баррикад 1991 года (латыш. 1991. gada barikāžu aizstāvju atceres diena).

Установлен в честь граждан, застреленных Рижским ОМОНом во время событий 1991 года, когда в Риге были возведены баррикады в знак протеста против столкновений властей со сторонниками независимости от СССР в Вильнюсе.
- 26 января — День международного признания Латвийской республики де-юре.
- 8 марта — Международный женский день (латыш. Starptautiskā sieviešu diena).

Отмечается в честь демонстрации, на которой 15 тысяч нью-йоркских женщин требовали равных условий труда и его оплаты для мужчин и женщин.
- 25 марта — День памяти жертв коммунистического геноцида (латыш. Komunistiskā genocīda upuru piemiņas diena).

В марте 1949 года произошла депортация советскими властями более 90 000 человек из Эстонии, Латвии и Литвы в Сибирь и отдалённые районы Севера.

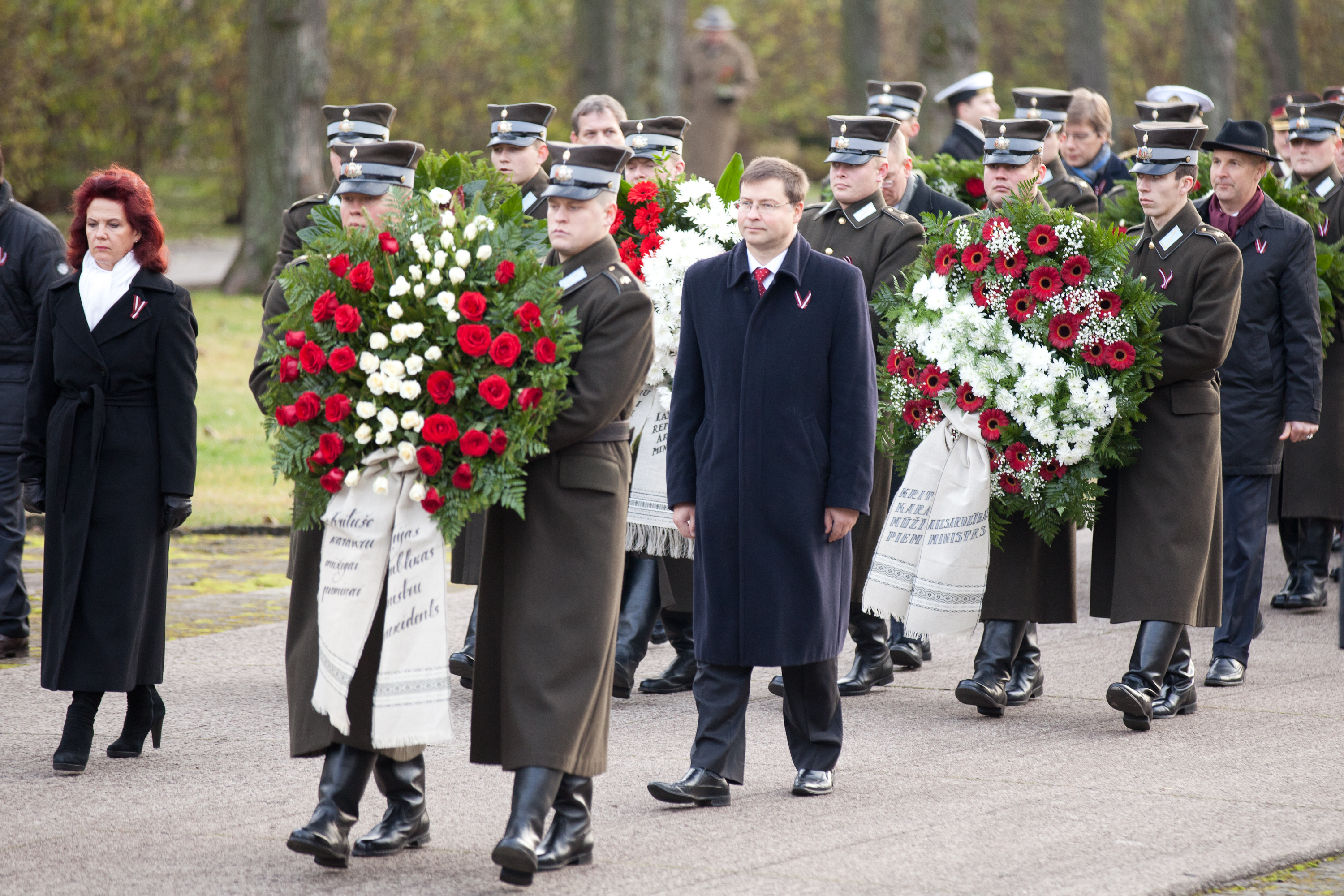
Депутаты Сейма участвуют в церемонии, посвящённой памяти жертв Второй мировой войны 8 мая

- 8 мая — День победы над нацизмом и день памяти жертв Второй мировой войны (латыш. Nacisma sagrāves diena un Otrā pasaules kara upuru piemiņas diena).

День вступления в силу Акта капитуляции Германии.
- 9 мая — День Европы (латыш. Eiropas diena).

Отмечается в честь Декларации Шумана об объединении тяжёлой промышленности Франции и Западной Германии, ставшей предвестницей создания Европейского союза.
- 15 мая — Международный день семей (латыш. Starptautiskā ģimenes diena).

Провозглашён Генеральной Ассамблеей ООН в 1993 году.
- 17 мая — День пожарного и спасателя (латыш. Ugunsdzēsēju un glābēju diena).
- 1 июня — Международный день защиты детей (латыш. Starptautiskā bērnu aizsardzības diena).

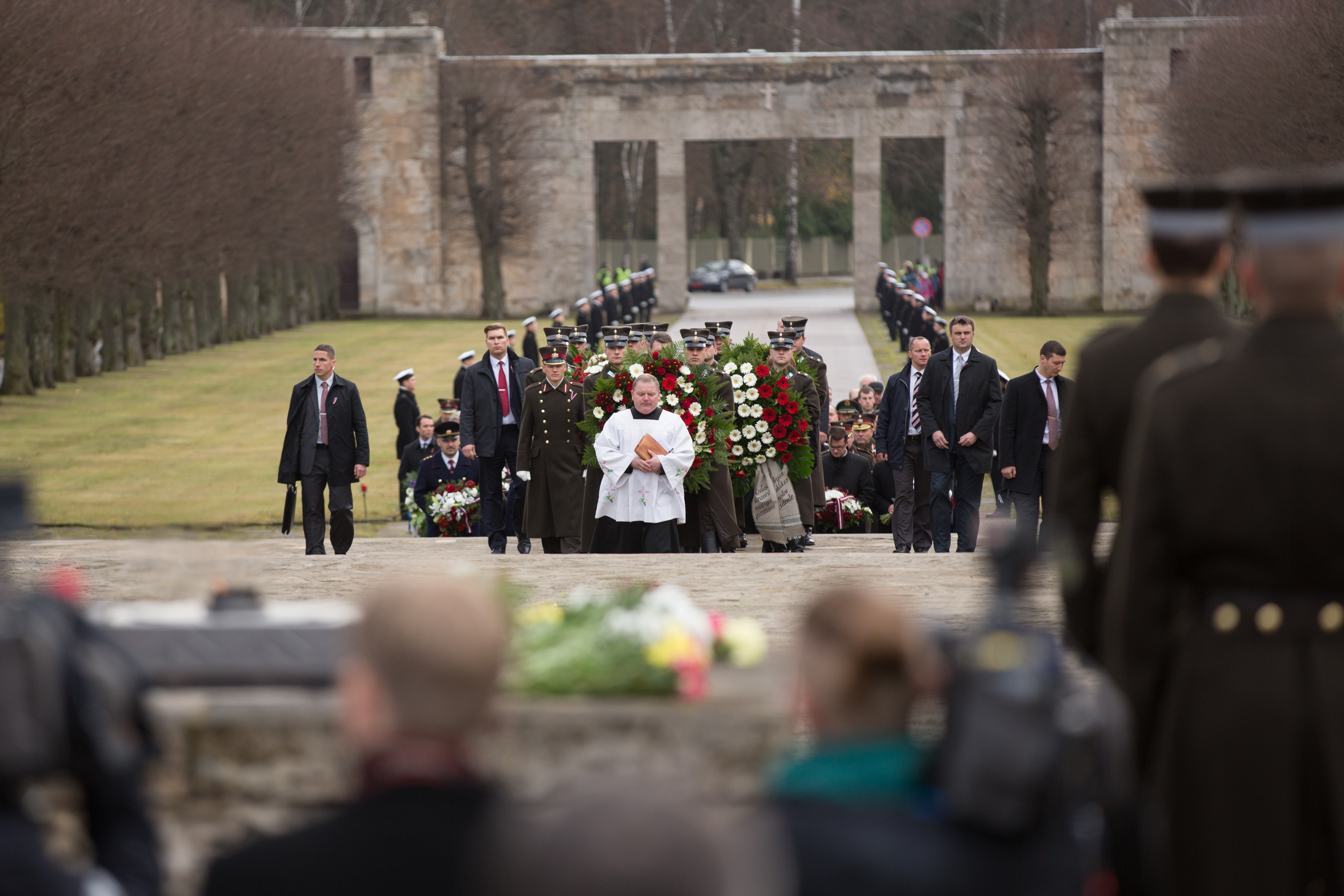
Траурная служба на Рижском Братском кладбище в День Лачплесиса, 2015

- 14 июня — День памяти жертв коммунистического террора (латыш. Komunistiskā terora upuru piemiņas diena).

Отмечается в память о событиях 1941 года, когда от 200 до 300 тысяч человек были депортированы советскими властями.
- 17 июня — День оккупации Латвийской Республики (латыш. Latvijas Republikas okupācijas diena).

17 июня 1940 года в Латвию вошли части Красной Армии.
- Третье воскресенье июня — День медицинского работника (латыш. Medicīnas darbinieku diena).

Установлен указом Президиума СССР в 1980 году.
- 22 июня — День памяти героев (день памяти Цесисской битвы), (латыш. Varoņu piemiņas diena (Cēsu kaujas atceres diena)).

Битва под Цесисом 1919 года привела к свержению пронемецкого правительства Латвии объединёнными силами эстонской и латвийской армий.
- 4 июля — День памяти жертв геноцида еврейского народа (латыш. Ebreju tautas genocīda upuru piemiņas diena).

Латвия первой из республик СССР установила день памяти жертв Холокоста.
- Второе воскресенье июля — Праздник моря (латыш. Jūras svētku diena).

Профессиональный праздник моряков, рыболовов и всех людей, чья работа связана с морем.
- 11 августа — День памяти борцов за свободу Латвии (латыш. Latvijas brīvības cīnītāju piemiņas diena).

Отмечается в день подписания мирного договора между Латвией и Советской Россией.
- 21 августа — День принятия закона «О суверенитете Латвийской Республики» (латыш. Konstitucionālā likuma “Par Latvijas Republikas valstisko statusu” pieņemšanas diena).

Событие произошло 21 августа 1991 года.
- 23 августа — День памяти жертв сталинизма и нацизма (латыш. Staļinisma un nacisma upuru atceres diena).

Вместе с Европейским днём памяти жертв сталинизма и нацизма приурочен к годовщине подписания пакта Молотова — Риббентропа.
- 1 сентября — День знаний (латыш. Zinību diena).

Впервые введён указом Президиума Верховного Совета СССР в 1984 году.
- Второе воскресенье сентября — День отца (латыш. Tēva diena)

В отличие от большинства стран мира, отмечающих День отца во второе воскресенье июля, в Латвии празднование назначено на сентябрь.
- 22 сентября — День единства балтов[лит.] (латыш. Baltu vienības diena).

Отмечается в день битвы при Сауле 1236 года.
- 1 октября — Международный день пожилых людей (латыш. Starptautiskā senioru diena).

Праздник введён ООН в 1990 году.
- Первое воскресенье октября — День учителя (латыш. Skolotāju diena).

Не совпадает со Всемирным днём учителя, установленным на 5 октября.

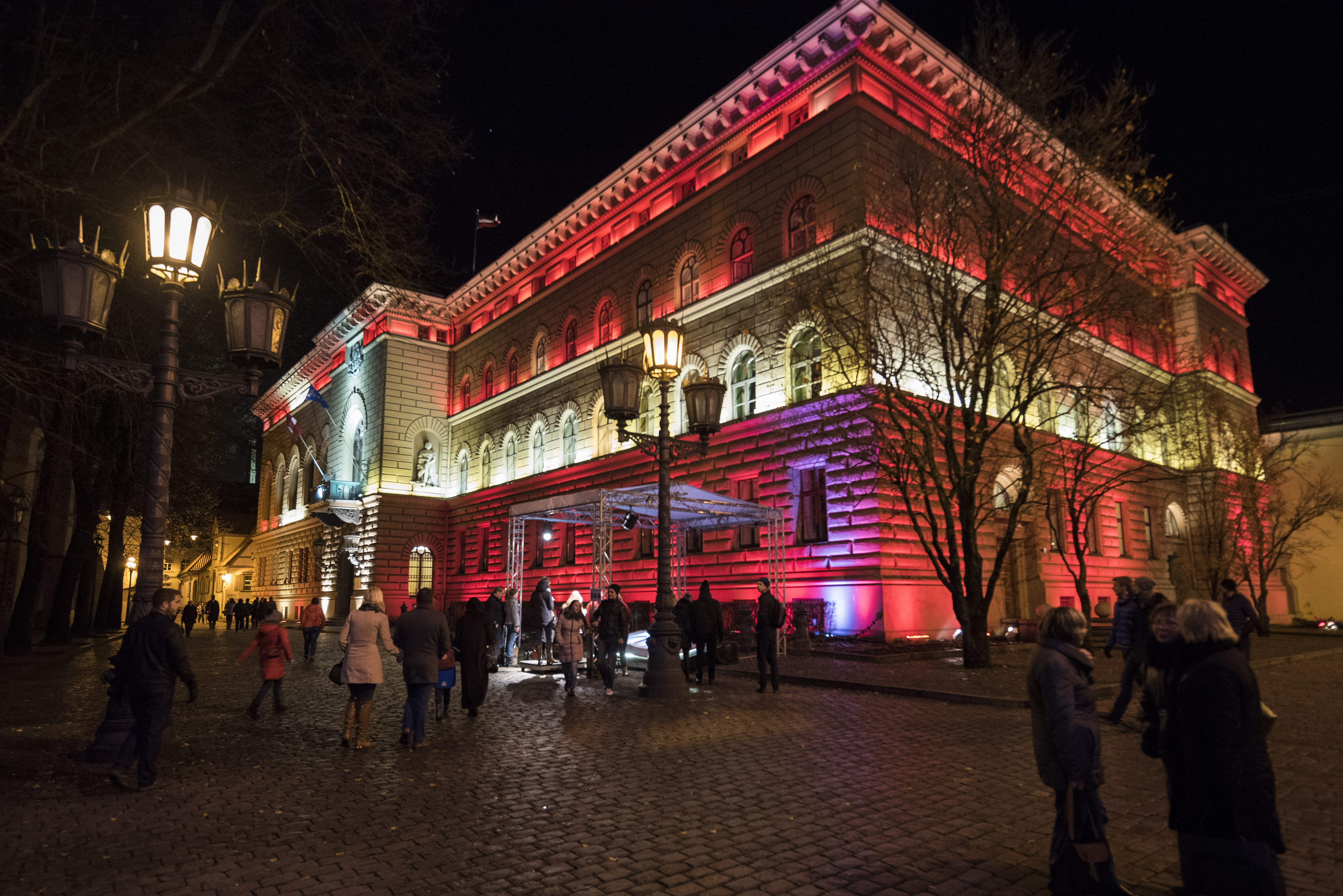
Праздничная подсветка на здании Сейма Латвии, ноябрь 2015

- 7 ноября — День пограничника (латыш. Robežsargu diena).
- 11 ноября — День Лачплесиса (латыш. Lāčplēša diena).

День памяти павших за освобождение Латвии; назван в честь национального героя Лачплесиса и отмечается в день победы над Западной добровольческой армией.
- 5 декабря — День работника полиции (латыш. Policijas darbinieku diena).

## История
В первой редакции (латыш. Par svētku un atceres dienām), отменявшей действие закона № 47 1989 года Верховного Совета Латвийской ССР, был установлен иной список праздников и памятных дат.
- 1 января — Новый год.
- Великая (Страстная) пятница и первый день Пасхи.
- 1 мая — Праздник труда, День созыва Конституционного собрания Латвии.
- Второе воскресенье мая — День матери.
- 23 июня — день Лиго.
- 24 июня — Янов день (летнее солнцестояние).
- 18 ноября — День провозглашения Латвийской Республики.
- 25 и 26 декабря — Рождество.
- 31 декабря — проводы Старого года.

Дней памяти изначально было шесть:
- 25 марта — День памяти жертв коммунистического геноцида (латыш. Komunistiskā genocīda upuru piemiņas diena).
- 4 мая — День подписания декларации «О восстановлении независимости Латвийской Республики в 1990 году (латыш. Latvijas Republikas Neatkarības deklarācijas pasludināšanas diena).
- 9 мая — День памяти жертв Второй мировой войны (латыш. Otrā pasaules kara upuru piemiņas diena).
- 14 июня — День памяти жертв коммунистического террора (латыш. Komunistiskā terora upuru piemiņas diena).
- 4 июля — День памяти геноцида еврейского народа (латыш. Ebreju tautas genocīda piemiņas diena).
- 11 ноября — День Лачплечиса (латыш. Lāčplēša diena).

Нерабочими днями объявлялись 1 января, Великая пятница, 1 мая, 23—24 июня, 18 ноября, 25—26 декабря и 31 декабря.
В 1995 году празднование 9 мая «День памяти жертв Второй мировой войны» (латыш. Otrā pasaules kara upuru piemiņas diena) было заменено на 8 мая с формулировкой «День победы над нацизмом и памяти жертв Второй мировой войны» (латыш. Nacisma sagrāves diena un Otrā pasaules kara upuru piemiņas diena).
В 1997 году к празднику Пасхи добавился второй день, а вместо 8 мая введён праздник 9 мая — «День Европы» (латыш. Eiropas diena). В том же году вступила в силу поправка, пополнившая список памятных дат 20 января (День памяти защитников баррикад 1991 года).

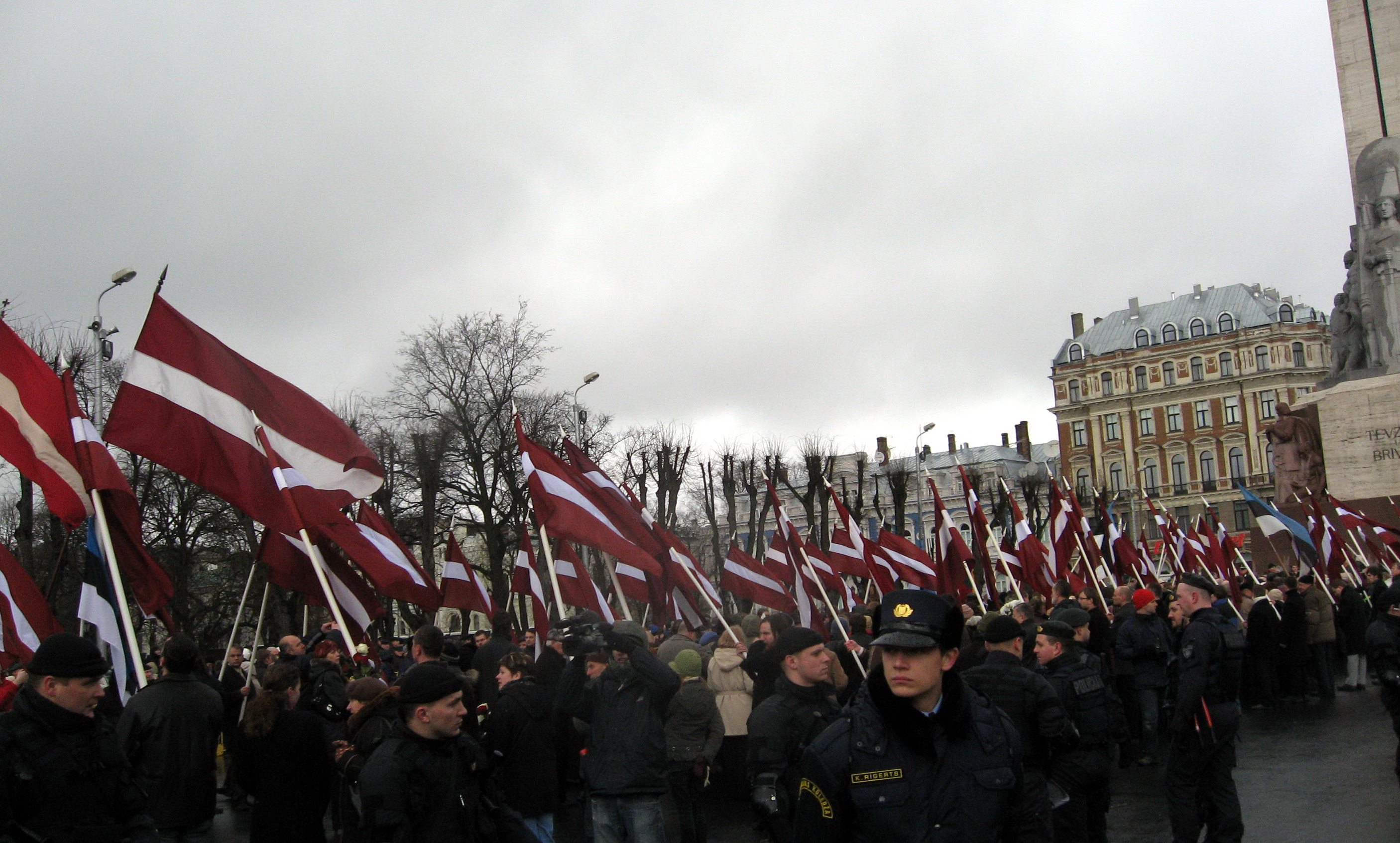
День памяти латышских легионеров, официально отмечавшийся всего дважды

Поправками 1998 года введена памятная дата 16 марта (День памяти о латвийских военных), первое воскресенье декабря — День памяти жертв коммунистического геноцида. В названии памятного дня 14 июня слова «…коммунистического террора» заменены на «…коммунистического геноцида», а 4 июля («Дня памяти геноцида еврейского народа») переименовано в День памяти жертв геноцида еврейского народа.
В 2000 году памятная дата 16 марта была изъята из закона о праздниках. Позже в том же году появились памятные даты 17 июня (День оккупации Латвийской Республики) и 22 сентября (День балтийского единства).
В 2002 году появились праздник 4 мая (День провозглашения Декларации независимости Латвийской Республики), памятные даты 21 августа (День фактического восстановления независимости) и 1 сентября (День знаний). В название закона к «праздникам» и «дням памяти» добавлено словосочетание «отмечаемые дни» (латыш. atzīmējama diena).
В 2007 году сочельник — 24 декабря — вошёл в список праздников вместе с 8 марта (Международный женский день), 15 мая (Международный день семьи), 1 июня (Международный день защиты детей), вторым воскресеньем июля (Праздник моря) и первым воскресенье октября (День учителя). Также добавлено уточнение о переносе выходного на понедельник, если 4 мая или 18 ноября выпадают на субботу или воскресенье.
Принятая в июле 2009 года поправка добавляла в список дней памяти 23 августа (День памяти жертв сталинизма и нацизма). В сентябре того же года добавлены второе воскресенье сентября (День отца) и 1 октября (Международный день пожилых людей).
В 2011 году 4 мая было переименовано из «Дня подписания декларации независимости Латвийской Республики» в «День восстановления независимости Латвийской Республики», появились отмечаемые дни 17 мая (День пожарного и спасателя) и третье воскресенье июня (День медицинского работника). 4 мая переименовано в «День восстановления независимости Латвийской Республики».
Поправками 2014 года описание праздника 24 июня дополнилось словами «закрытие Праздника песни и танца», а также стало третьим днём, когда выходной переносится на понедельник, если этот праздник выпадает на субботу или воскресенье.
В 2015 году к списку отмечаемых дней добавлено 7 ноября (День пограничника) и 5 декабря (День полиции).